# マット・ワトソン (自動車評論家)
マシュー・ワトソン（英語: Matthew Watson）は、イギリスの自動車評論家である。

## 概要
主にcarwowのYouTubeチャンネルで、車のレビューを行っている。
carwowには日本語・ロシア語・アラビア語・韓国語・インドネシア語・ポルトガル語に翻訳されたチャンネルがある。

## 経歴
- エディンバラ大学の理学の学士（BSc）を持つ[6]。

- かつてはAuto Express、Carbuyerで編集者を務めていた[7][6]。

- 2016年2月25日にYouTubeチャンネル「Mat Watson Cars」で、Carbuyerから離れてcarwowに移ったことを公表[8]。

- 「octane.jp（英語版）」によると、"carwow"が毎年開始しているベストカー賞[9]の「ディレクター」[10]である。

- EMBオートテックの「Editor's Diary 2018年9月12日」によれば、公認会計士の資格を持っているとされている[11]。また、彼のLinkedInにも記載されている[6]。

## 愛車
Carwowの動画による。BMW・M3は後にBMW M5 CSに乗り換えている。

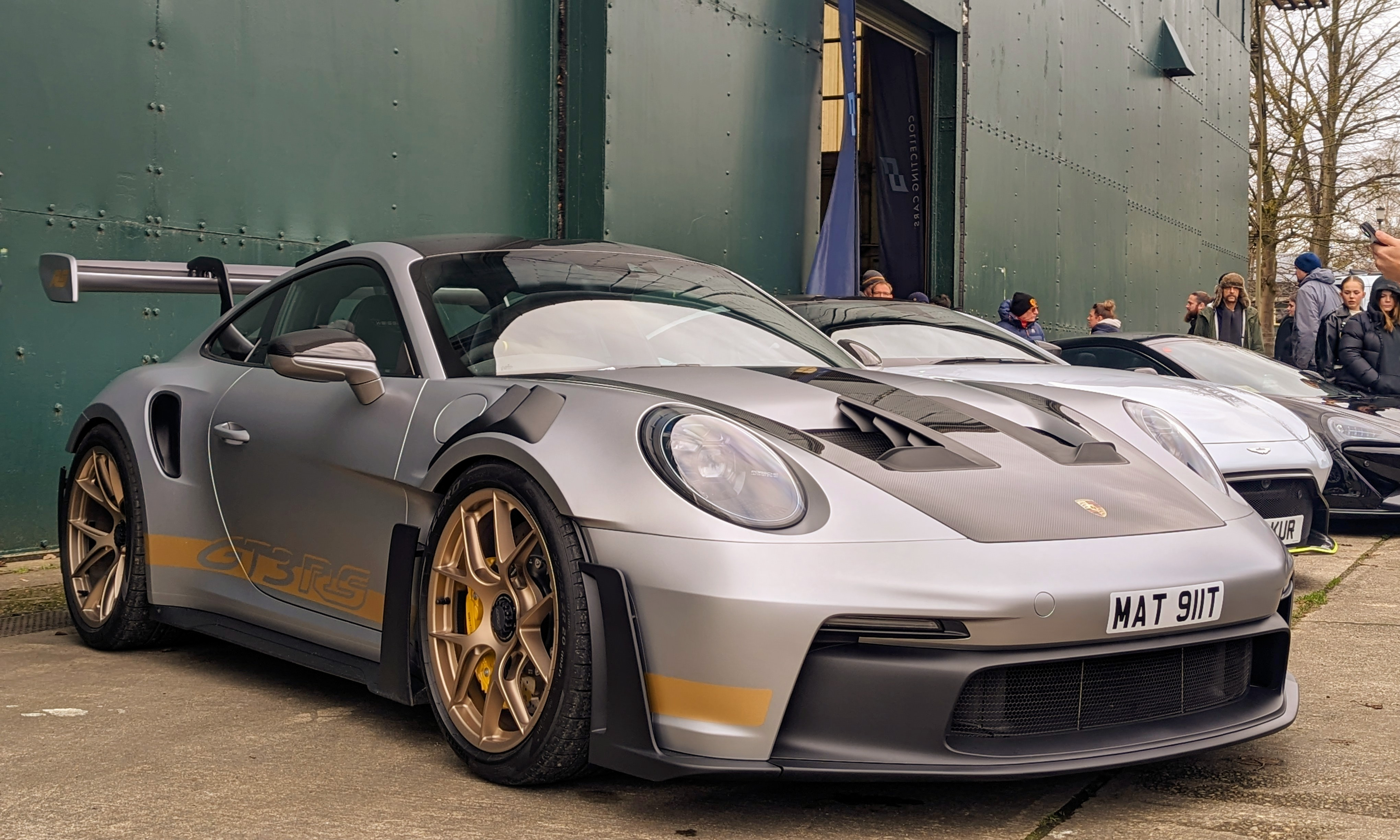

- スズキ・ジムニー（イギリス仕様、日本のスズキ・ジムニーシエラ）
- トヨタ・GRヤリス
- マツダ・MX-5
- BMW M5 CS (長期試乗車)[14]
- ホンダ・CR-V
- クプラ・レオン
- ボルボ・V90
- シュコダ・オクタヴィア VRSエステート
- プジョー・508（プラグインハイブリッド）
- ボクスホール・モッカ（英国ではオペルブランドではなくボクスホールブランドとなる）
- アウディ・RS5 スポーツバック
- ポルシェ・911（996型）[15]
- メルセデスAMG・G63 (長期試乗車)[16]
- アウディ・RS6 (長期試乗車)[17]
- ポルシェ・911 ターボS(992型)(売却済) [18]
- ポルシェ・911 GT3 RS(992型)